# Limenitis tarratia
Limenitis tarratia är en fjärilsart som beskrevs av Hans Fruhstorfer 1915. Limenitis tarratia ingår i släktet Limenitis och familjen praktfjärilar. Inga underarter finns listade i Catalogue of Life.